# Peter Rowe (Ingenieurwissenschaftler)
Peter Walter Rowe (* 2. Juli 1922 in Lincoln; † 28. April 1997) war ein britischer geotechnischer Ingenieurwissenschaftler, der vor allem für experimentelle Arbeiten bekannt war.

## Leben und Werk
Rowe ging in Bristol zur Schule und studierte an der Universität Bristol Bauingenieurwesen. Er machte seinen Abschluss während des Zweiten Weltkriegs und arbeitete gleich danach als Ingenieur bei den Versuchseinrichtungen der Royal Aircraft in Farnborough. Danach war er zunächst Bauingenieur bei der Firma Robert McAlpine and Sons, bevor er an die Universität St. Andrews ging, wo er bei Bill Marshall promoviert wurde. Thema der Dissertation, für die er umfangreiche Experimente durchführte (mit Methoden, die er in Farnborough gelernt hatte), waren verankerte Spundwände und seine Arbeit fand damals große Beachtung bis hin zu Karl von Terzaghi, mit dem er korrespondierte. Aus diesen Arbeiten entwickelte er eine eigene Bemessungsmethode für Spundwände.
Ab 1952 war er an der Universität Manchester, wo er zunächst Vermessungswesen unterrichtete und erst später Bodenmechanik. Er setzte seine Experimente über Stützwände und die Erddruckverteilung hinter und vor Stützwänden fort und untersuchte außerdem die Dilatanz von Böden (ein Verhalten von Böden, das schon durch Osborne Reynolds, der ebenfalls in Manchester lehrte, bekannt geworden war) sowohl theoretisch (Stress-Dilatancy-Equation) als auch experimentell, wobei er die verwendeten Testmethoden (Triaxialgeräte) modifizieren musste. Auch die Testgeräte für Konsolidierung von Tonen verbesserte er, nachdem er erkannte, dass die damals gängigen Testproben-Maße nach Arthur Casagrande zu klein waren. 1963 wurde er in Manchester Professor für Bodenmechanik. Gleichzeitig nahm seine praktische Tätigkeit als beratender Geotechnik Ingenieur zu. Er beriet bei Erddämmen, Gründungen von Elektrizitätswerken und Docks und auch für die Setzungsprobleme in Venedig im Auftrag der italienischen Regierung.
Ab 1969 entwickelte er in Manchester eine Zentrifuge für geotechnische Untersuchungen (unabhängig von Andrew Noel Schofield, der in Manchester gleichzeitig eine geotechnische Zentrifuge baute). Er testete damit viel für Offshore-Strukturen der Nordsee-Ölförderung, die in den 1970er Jahren einsetzte, aber auch für das Oosterschelde-Sturmflutwehr. Er untersuchte auch Schadensfälle mit forensischer Genauigkeit, zum Beispiel das Versagen des Carsington Damms.
1982 emeritierte er in Manchester, war aber weiter wissenschaftlich und als beratender Ingenieur aktiv. Beispielsweise entwarf er ein Verfahren, auf Korallenboden-Untergrund gebauten große Getreidesilos in Saudi-Arabien durch Umverteilung der Silo-Last wieder aus einer gefährlichen Schräglage zu bringen.
Er liegt in Troutbeck im Lake District begraben, wo er sich im Ruhestand niederließ.
1972 war er Rankine Lecturer. Thema der Vorlesung war The relevance of soil fabric to site investigation practice (Geotechnique, Band 22, 1972, S. 195–300), wobei er unter fabric die Mikrostruktur der Böden meinte, deren Bedeutung für das detaillierte Konsolidierungsverhalten von Tonen er erkannt hatte.
Er war zweimal verheiratet und hatte drei Töchter und einen Sohn.